# Gammaastronomi

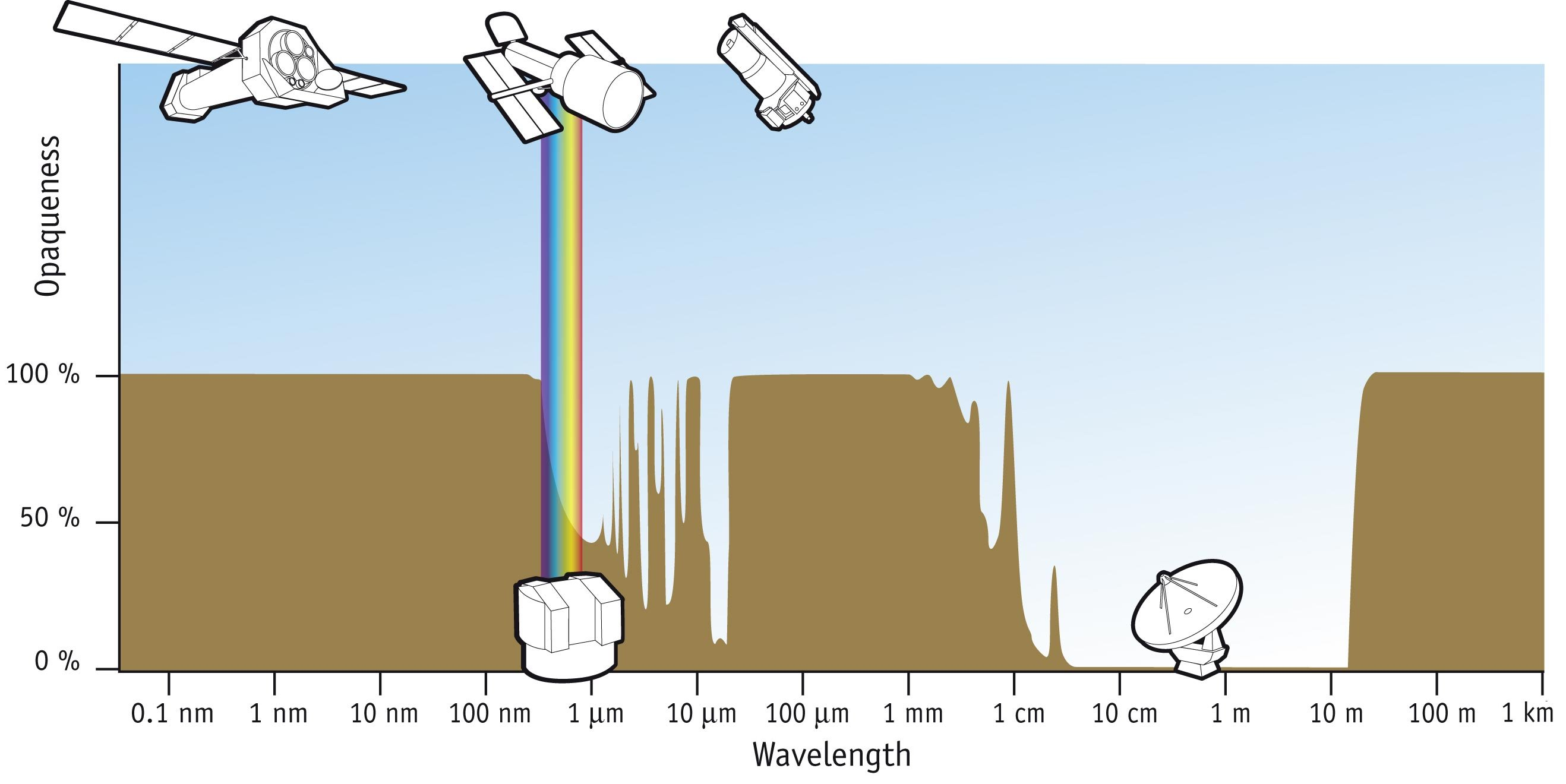
Gammastrålning absorberas av atmosfären och måste studeras med rymdteleskop.

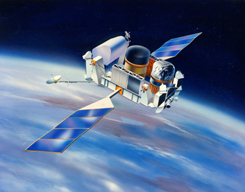
Compton Gamma Ray Observatory

Gammaastronomin studerar astronomiska objekt och rymden vid de kortaste våglängderna av det elektromagnetiska spektrumet, gammastrålning.

## Observation
Turligt nog för livet på jorden så stoppar jordatmosfären kosmisk gammastrålning. Direkta observationer måste därför ske med instrument som lyfts ut med ballong eller raket, exempelvis från satelliter som Compton Gamma Ray Observatory och Fermiteleskopet. 
Vissa jordbundna observationer kan dock genomföras, då med hjälp av specialiserade teleskop kallade atmosfäriska Tjerenkovteleskop. Tjerenkovteleskop detekterar egentligen inte gammastrålning direkt utan istället tjerenkovstrålning, de blixtar av synligt ljus som skapas när gammastrålar absorberas av jordens atmosfär. Exempel på sådana teleskop är High Energy Stereoscopic System i Namibia och det planerade Cherenkov Telescope Array .
De kraftigaste kända källorna till gammastrålning i rymden, så kallade gammablixtar, sänder ut gammastrålning under en kort period på mellan ett par millisekunder till ett par tusen sekunder innan de försvinner. Endast 10% av källorna till gammastrålning är konstanta. Till dessa källor hör pulsarer, neutronstjärnor och omgivningen till troliga svarta hål. Observationer av gammastrålning från Vintergatan och andra galaxer används även för att leta efter strålning från partiklarna som tros utgöra den mörka materian.